# ريان بالمر (لاعب دارت)
ريان بالمر (بالإنجليزية: Ryan Palmer)‏ هو لاعب دارت بريطاني، ولد في 13 أغسطس 1987 في إنجلترا في المملكة المتحدة.

## وصلات خارجية
- ريان بالمر على موقع DartsDatabase.co.uk (الإنجليزية)